# 3241 Yeshuhua
3241 Yeshuhua eller 1978 WH14 är en asteroid i huvudbältet som upptäcktes den 28 november 1978 av Purple Mountain-observatoriet i Nanjing, Kina. Den är uppkallad efter den kinesiske astronomen Ye Shuhua.
Asteroiden har en diameter på ungefär 16 kilometer.